# Giovanni Carlo Galli da Bibbiena

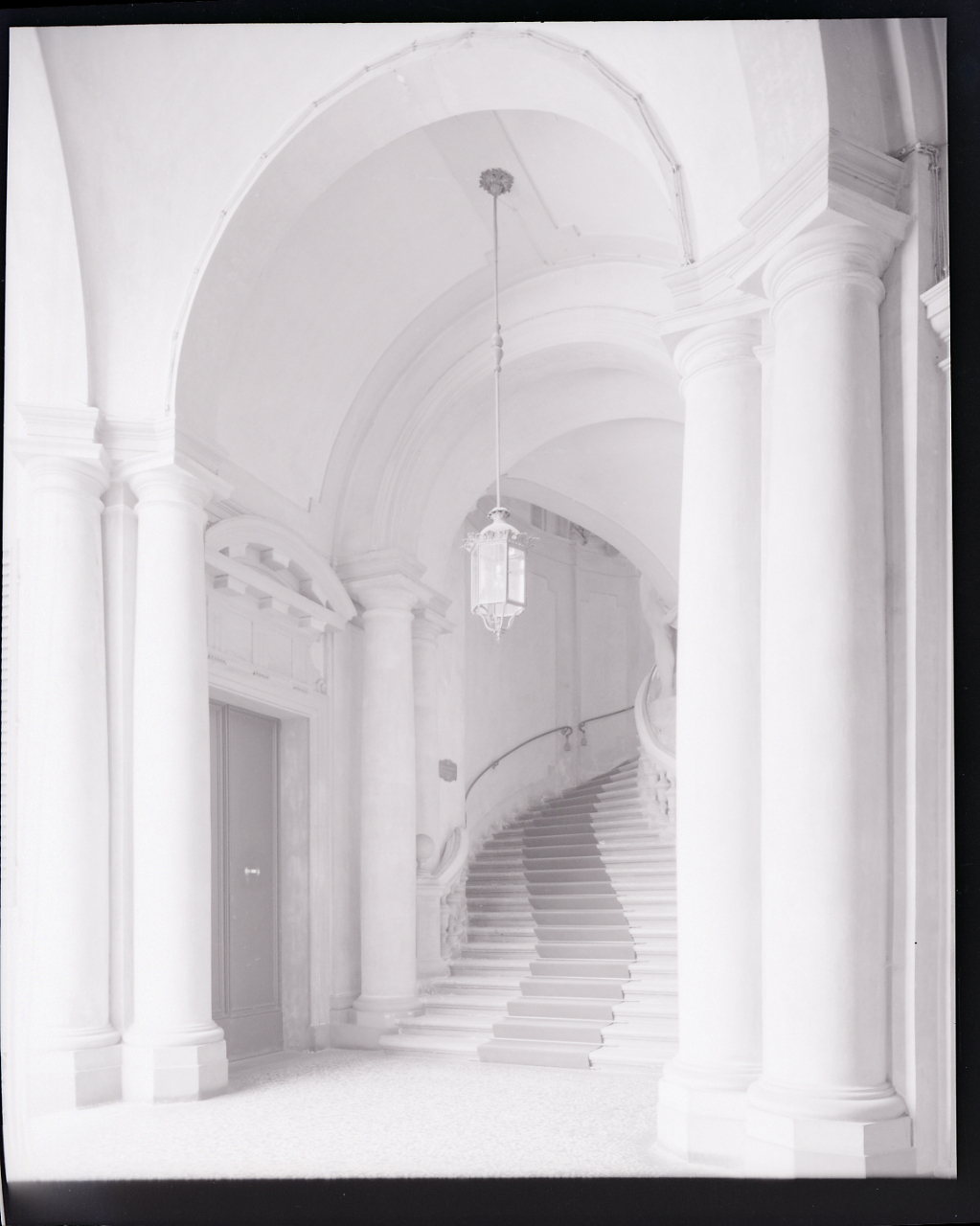
Palazzo Malvasia, depois Garagnani, Bolonha (1750). Foto de Paolo Monti.

Giovanni Carlo Sicinio Galli da Bibbiena (Bolonha, 11 de Agosto de 1717 – Lisboa, 20 de Novembro de 1760) foi um arquiteto italiano da família Galli da Bibbiena de origem toscana.
Projetou a faustosa Ópera do Tejo, destruída pelo Terramoto de Lisboa de 1755.